# Диродийэрбий
Диродийэрбий — бинарное неорганическое соединение
эрбия и родия
с формулой ErRh2,
серые кристаллы.

## Получение
- Спекание стехиометрических количеств чистых веществ:

{\displaystyle {\mathsf {Er+2Rh\ {\xrightarrow {1650^{o}C}}\ ErRh_{2}}}}

## Физические свойства
Диродийэрбий образует кристаллы
кубической сингонии,
пространственная группа F d3m,
параметры ячейки a = 0,7465 нм, Z = 8,
структура типа димедьмагния MgCu2
.
Соединение конгруэнтно плавится при температуре ≈1650°С
.